# Rothkreuz (Weißensberg)
Rothkreuz (mundartlich Rodgrits, früher: Loch) ist ein Dorf in der Gemeinde Weißensberg im bayerisch-schwäbischen Landkreis Lindau (Bodensee). Der Ort liegt an der Bundesstraße 12.

## Geschichte
Bereits im Jahr 1355 wurde der Lochweiher, heute Weißenberger Weiher, als Fischweiher vom Heilig-Geist-Spital Lindau künstlich angelegt. Rothkreuz wurde urkundlich erstmals im Jahr 1430 als Loch erwähnt. 1626 wurde der Ort Rothen Creuz mit zwei Häusern neben dem Ort Loch mit drei Häusern erwähnt.  Ab 1818 werden beide Orte als Loch und ab 1885 als Rothkreuz bezeichnet. Der Ortsname bezieht sich auf ein Wegkreuz.